# ツァンヘン鉱
ツァンヘン鉱(Zhanghengite)は、銅及び亜鉛80%、鉄10%、その他クロム、アルミニウムから構成される鉱物である。色は、金色に近い黄色である。1986年、Bo Xian隕石の分析中に発見され、古代中国の天文学者張衡の名前に因んで命名された。